# Levasseur PL.7
Levasseur PL.7 là một loại máy bay ném bom ngư lôi, do Pháp phát triển vào cuối thập niên 1920.

## Quốc gia sử dụng
Pháp
- Aéronavale

## Tính năng kỹ chiến thuật
Đặc điểm tổng quát
- Kíp lái: 3
- Chiều dài: 11.68 m (38 ft 4 in)
- Sải cánh: 16.50 m (54 ft 2 in)
- Chiều cao: 4.86 m (15 ft 11 in)
- Diện tích cánh: 71.0 m2 (764 ft2)
- Trọng lượng rỗng: 2.800 kg (6.160 lb)
- Trọng lượng có tải: 3.950 kg (8.690 lb)
- Powerplant: 1 × Lorraine-Dietrich 12Lbr, 450 kW (600 hp)

Hiệu suất bay
- Vận tốc cực đại: 170 km/h (110 mph)
- Tầm bay: 645 km (403 dặm)
- Trần bay: 2.900 m (9.500 ft)

Vũ khí trang bị
- 2 × súng máy
- 1 × ngư lôi 400 mm hoặc 450 mm